# Hodnet Hall
Hodnet Hall je venkovské sídlo v Hodnetu v hrabství Shropshire v Anglii.

## Historie
V areálu se nacházel kamenný hrad z 12. století postavený Odem de Hodnet. Hodnet Old Hall byl roubený panský dům obklopený parkem, který byl koncem 16. století zaznamenán na mapě Shropshire od Christophera Saxtona. Z něj zbyla budova stájí ve které je umístěna čajovna. Historicky patřil rodině Heberů, rodině známého anglického duchovního Reginalda Hebera. V roce 1752 získal panství a statek jistý Richard Heber jako odkaz od bratrance své manželky. Po smrti Richarda Hebera v roce 1766 zdědil panství jeho bratr jménem Reginald, který přijal kněžské svěcení a byl spolurektorem farnosti Malpas v hrabství Cheshire. Rodina opustila starý dům v roce 1865 a na novém vyvýšeném místě postavili nový dům v novoalžbětínském stylu. Kolem domu vznikla terasovitá promenáda a formální kruhová zahrada.
Byl to domov chlapce Roberta Heber-Percyho, známého jako "šílený chlapec" a "anglický excentrik ve velké tradici".
Ve 20. století během světových válek sloužil Hodnet Hall jako zotavovna a za druhé světové války bylo v areálu letiště, jehož úkolem bylo skladovat a rozptylovat letadla z Tern Hillu a RAF Shawbury.

## Zahrada
Hodnet Hall je znám zejména svými zahradami, které jsou zapsány na seznamu parků a zahrad historické Anglie II. stupně. Vznikly v roce 1922, kdy byly doplněny vzácnými stromy, keři a řetězcem sedmi jezírek a bazénů. V zahradách na ploše 60 akrů rostou rododendrony, kamélie, krokusy, narcisy a magnólie, pro veřejnost jsou otevřeny ve středu, v neděli a o svátcích od začátku března do konce října.

## Galerie

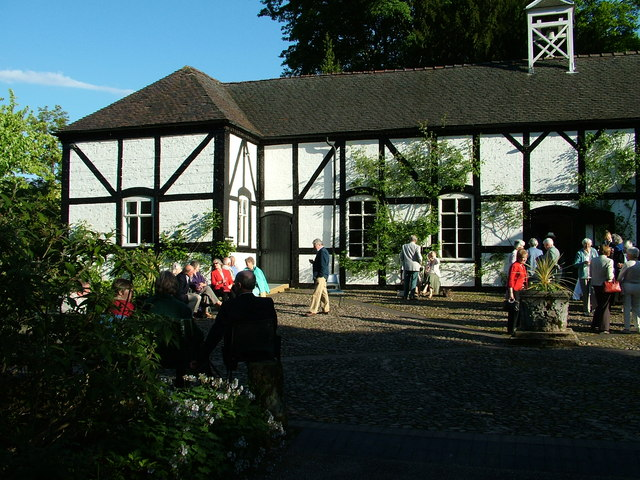
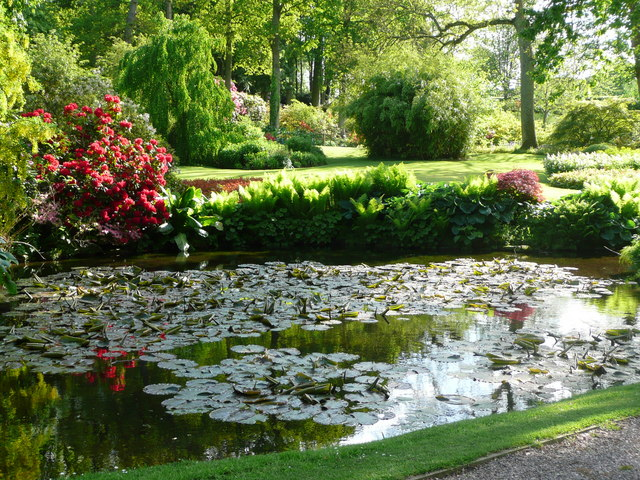
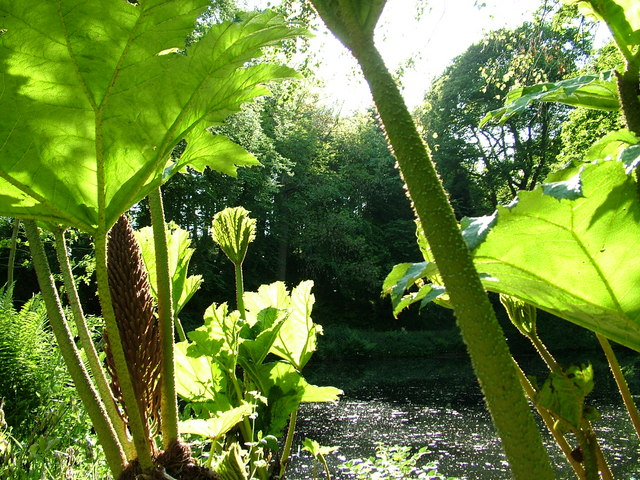
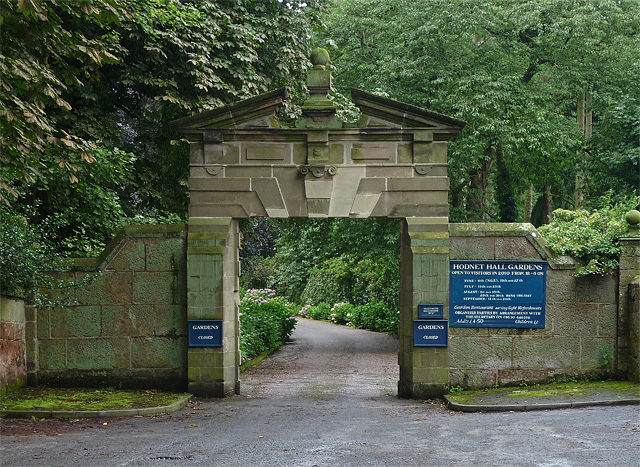
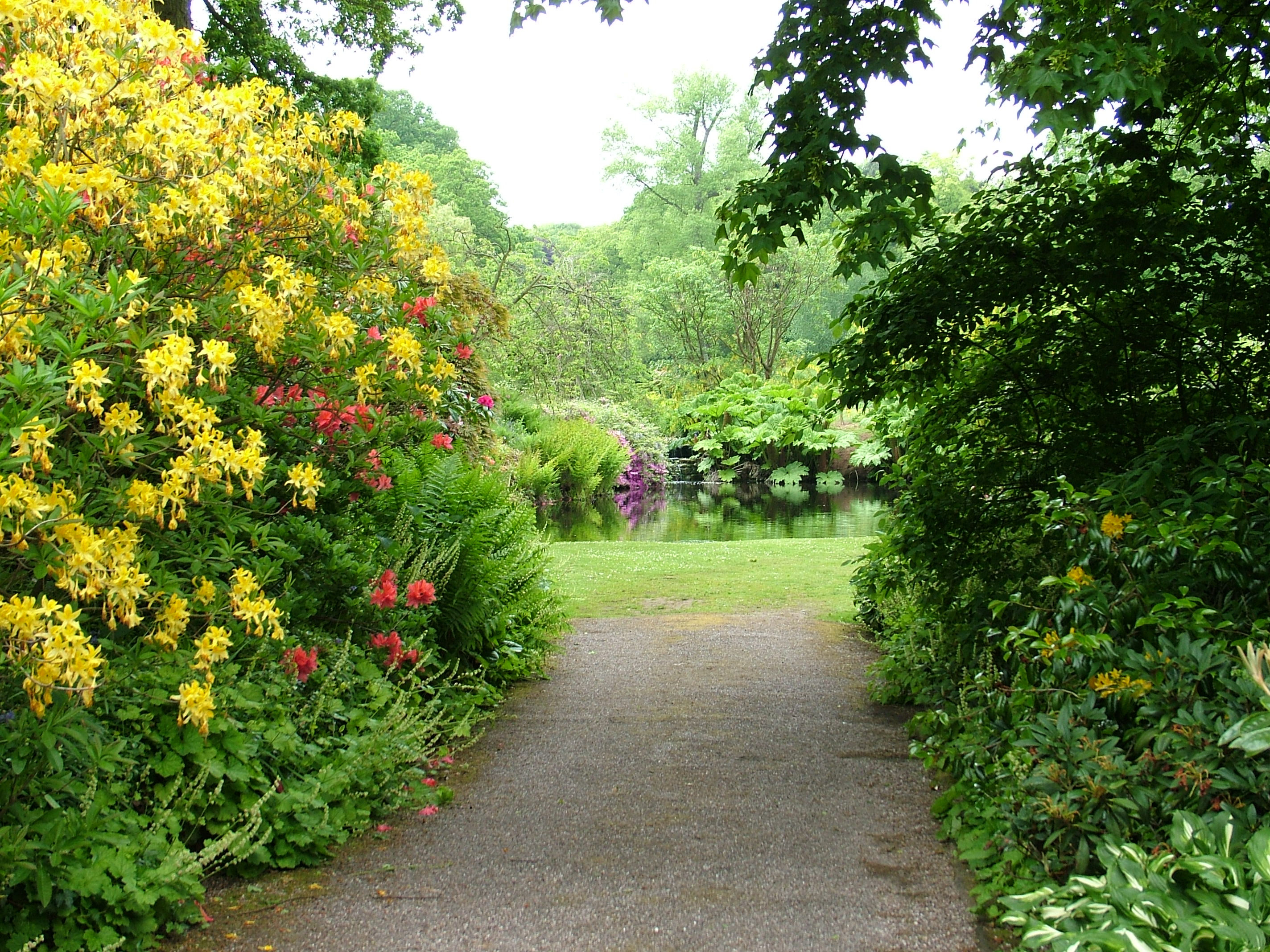